# 加藤二星堂
加藤二星堂株式会社（かとうにせいどう）は、かつて存在した医薬品・一般用医薬品を主に卸・小売する日本の企業である。現在は東邦ホールディングスの一社「セイエル」である。地盤は島根県東部

## 概要
- 本社 島根県出雲市今市町611

## 沿革
- 大正2年簸川郡古志村で薬種商を開業
- 大正7年出雲市今市町駅通りで「二星堂加藤薬局」を設立
- 昭和16年7月「日本医薬品配給統制株式会社」設立
- 昭和25年「二星堂加藤薬局」卸部門を継承して「株式会社加藤二星堂」を設立
- 昭和56年11月鳥取県米子市紺屋町の「稲田薬品株式会社」卸部門・鳥取県鳥取市のイヌイ薬品卸部門・「加藤二星堂」の卸部門が合併「サンコー薬品株式会社」を設立

## 営業所
- 島根県：出雲市

## 主な取引メーカー
- 塩野義製薬
- 武田薬品
- 中外製薬
- 三共(現在・第一三共)
- エーザイ